# Neopsis tumidifrons
Neopsis tumidifrons är en insektsart som beskrevs av Hamilton 1983. Neopsis tumidifrons ingår i släktet Neopsis och familjen dvärgstritar. Inga underarter finns listade i Catalogue of Life.